# Gérard Guérin
Gérard Guérin est un acteur, producteur, réalisateur et scénariste français né le 15 janvier 1937 à Paris.

## Biographie
Gérard Guérin commence sa carrière dans le cinéma en 1959 comme ingénieur du son. Il travaille ensuite comme assistant-réalisateur avant de tourner son premier long métrage (Lo Païs) en 1972. Il est également producteur.

### Deux sélections au Festival de Cannes
Lo Païs, film de fiction pour lequel il cumule les fonctions de réalisateur, producteur et co-scénariste (en collaboration avec Gérard Mordillat et Jean-Pierre Bastid), est présenté en sélection officielle, hors compétition, au Festival de Cannes 1973. Neuf ans plus tard, au Festival de Cannes 1982, Douce enquête sur la violence, sa deuxième incursion dans le cinéma de fiction, fait cette fois l'objet d'une sélection officielle en compétition, y représentant la France en compagnie des films À toute allure de Robert Kramer et Invitation au voyage de Peter Del Monte. Cette sélection française de 1982 est, à l'époque, l'une des plus controversées de l'histoire du Festival de Cannes en raison de la nature expérimentale et avant-gardiste des trois films sélectionnés.
Dans Douce enquête sur la violence, comme il l'a fait auparavant sur le tournage de Lo Païs, Gérard Guérin met en pratique une théorie qui est à l'œuvre dans toute sa production cinématographique : abolir les frontières entre matière documentaire et fiction narrative pour obtenir « une partition musicale accordant le fond et la forme ». Le journaliste du quotidien Le Monde, Louis Marcorelles, résume ainsi cette façon de faire du cinéaste : « [selon Guérin], documentaire et fiction ne sont que l'envers et l'endroit d'un même art, le cinéma, aussi inséparables que l'eau et le vin, le sel et le poivre. »

## Filmographie

### Réalisateur, Auteur, Producteur
- 1973 : Lo Païs (sélection officielle, hors compétition, Cannes 1973)[4], avec Olivier Bousquet, Nada Strancar, Anne-Marie Coffinet
- 1979 : Paysannes (Paroles des femmes du Larzac), Documentaire 5 × 55 min[10], diffusé sur Antenne 2 (Les 5 épisodes font parallèlement l'objet d'un nouveau montage pour la réalisation d'une trilogie de six heures exploitée en salles sous le titre Paysannes : Travail, Famille, Révolte et distribuée par le Cinéma La Clef à Paris, à partir du 27 février 1980. En province, une version remaniée de deux heures circule sous le titre Guerres de femmes.)[11]
  - Épisode 1: Le dehors et le dedans (19/11/1979)[12]
  - Épisode 2 : Le choix de la peine (26/11/1979)[13]
  - Épisode 3 : Parents et enfants (3/12/1979)[14]
  - Épisode 4 : Épouse et fermière (10/12/1979)[15]
  - Épisode 5 : Si je sème du blé je ne récolte pas de l'avoine (17/12/1979)[16]
- 1980 : Paysannes - Partie 1: Travail, Long-métrage documentaire, 102 min[17]
- 1980 : Paysannes - Partie 2: Famille, Long-métrage documentaire, 109 min[18]
- 1980 : Paysannes - Partie 3: Révolte (Guerres de femmes),  Long-métrage documentaire, 114 min[19], Second prix au 2e Festival du film rural (1982)[9], remis le 28 octobre 1982 à la Cinémathèque française par Mme Edith Cresson, ministre de l'agriculture.  Compte-rendu sur journals.open-editions.org
- 1982 : Douce enquête sur la violence (sélection officielle, en compétition, Cannes 1982)[5], avec Michael Lonsdale, Élise Caron, Jeanne Herviale, Albert Marcœur, Emmanuelle Debever, Claude Duneton, Nada Strancar, Robert Kramer

### Acteur
- 1970 : Bartleby de Jean-Pierre Bastid : un employé servile
- 1974 : La Choisie, court métrage de Gérard Mordillat : le pasteur
- 1976 : Moi, Pierre Rivière, ayant égorgé ma mère, ma sœur et mon frère... de René Allio : président de la cour
- 1978 : Safrana ou le droit à la parole de Sidney Sokhona
- 1983 : Le Destin de Juliette d'Aline Issermann

### Assistant-réalisateur
- 1963 : Du grabuge chez les veuves de Jacques Poitrenaud
- 1965 : La Tête du client de Jacques Poitrenaud
- 1965 : Le Corniaud de Gérard Oury
- 1966 : La Grande Vadrouille de Gérard Oury
- 1966 : Comment voler un million de dollars de William Wyler, avec Audrey Hepburn, Peter O'Toole et Eli Wallach
- 1967 : Si j'étais un espion de Bertrand Blier
- 1968 : Le Petit Baigneur de Robert Dhéry
- 1969 : Le Cerveau de Gérard Oury

### Producteur exécutif auMidem
- 1971 : Karlheinz Stockhausen et les Grottes de Jeïta[20] (Karlheinz Stockhausen - In den Höhlen von Jeita) d’Anne-Marie Deshayes[21],[22]
- 1971 : Un homme de Russie[23] (documentaire sur Mstislav Rostropovitch) de Gérard Patris[24]
- 1971 : Yehudi Menuhin, chemin de lumière[25] de François Reichenbach[26]
- 1972 : My Name is Stern[27] (documentaire sur Isaac Stern) de Gérard Patris[24]

### Producteur
- 1973 : Lo Païs
- 1974 : La choisie (court-métrage) de Gérard Mordillat
- 1978 : Bruits en fête et sons de plaisir[28] (7 × 30 min, magazine documentaire pour la télévision, diffusé sur TF1), co-produit avec Brigitte Carreau[6]. La mini-série traite de la place tenue par la musique dans la vie quotidienne en vue de retracer l'origine de l'émotion musicale.
  - Épisode 1 : Jouez la touche (11/07/1978)
  - Épisode 2 : Les silences du lapin (18/07/1978)
  - Épisode 3 : Pourquoi? Pour qui? (Le théâtre musical)[29] (25/07/1978)
  - Épisode 4 : La notation musicale - Première partie : La dictature de l'œil[28] de Serge Hanin (1/08/1978)
  - Épisode 5 : La notation musicale - Deuxième partie : Les libertés surveillées[30] de Serge Hanin (8/08/1978)
  - Épisode 6 : A cordes et à vent : La voix de François-Marie Ribadeau (15/08/1978)
  - Épisode 7 : Musique de foule de Michel Treguer (22/08/1978)
- 1978 : La voix de son maître de Gérard Mordillat
- 1978 : Azou de Cyrille Janisset
- 1978 : Naussac, la vie engloutie... de Daniel Ropars[31]
- 1979 : Patrons/Télévision de Gérard Mordillat et Nicolas Philibert[32] (version télévisuelle de La voix de son maître en 3 × 60 min, refusée par Antenne 2 à la suite des protestations des dirigeants d'entreprises interviewés par les réalisateurs. Le Cinéma La Clef à Paris distribue les trois épisodes en salle à partir du 18 avril 1979.)
  - Épisode 1 : Confidences sur l'ouvrier
  - Épisode 2 : Un pépin dans la boîte
  - Épisode 3 : La bataille a commencé à Landerneau
- 1981 : L'Heure exquise de René Allio
- 1982 : Douce enquête sur la violence
- 1983 : Le Destin de Juliette d'Aline Issermann
- 1983 : Vive la sociale ! de Gérard Mordillat
- 1991 : Patrons 78-91 de Gérard Mordillat et Nicolas Philibert (nouvelle version de Patrons/Télévision raccourcie à 75 min pour diffusion sur La Sept)
- 1993 : En compagnie d'Antonin Artaud de Gérard Mordillat
- 1994 : La Véritable Histoire d'Artaud le Mômo de Gérard Mordillat et Jérôme Prieur

### Scénariste
- 1973 : Lo Païs, co-scénariste avec Jean-Pierre Bastid et Gérard Mordillat
- 1982 : Douce enquête sur la violence
- 1985 : Billy Ze Kick de Gérard Mordillat
- 1985 : Série noire - épisode : Pas de vieux os de Gérard Mordillat

## Scénographie

### Directeur de scène
- 1970-1972 : Midem Variétés, Cannes[33]

## Publications
- 1979 : Paysannes : Paroles des femmes du Larzac, Éditions Albatros (Collection Photosynthèse), Paris, 192 pages, co-auteur avec Martine Vantses
- 1997 : L'épicerie de ma grand-mère : Naguère en Languedoc, Éditions Lacour-Ollé (Collection Colporteur), Nîmes, 256 pages